# سوپر لیگ فوتبال ازبکستان
سوپر لیگ فوتبال ازبکستان (ازبکی: O'zbekiston Superligasi) سوپر لیگ فوتبال کشور ازبکستان است و بالاترین سطح مسابقات باشگاهی فوتبال در ازبکستان است.
این لیگ که در حال حاضر با حضور ۱۴ تیم برگزار می‌شود در سال ۱۹۹۲ تأسیس شده‌است و تحت نظارت فدراسیون فوتبال ازبکستان است.
باشگاه فوتبال پاختاکور تاشکند پرافتخارترین تیم این لیگ به‌شمار می‌رود.

## قهرمانی بر پایه باشگاه
| باشگاه           | قهرمان | نایب قهرمان | فصل‌های قهرمانی                                                      |
| ---------------- | ------ | ----------- | ------------------------------------------------------------------- |
| پخته کار تاشکند  | ۱۵     | ۶           | ۱۹۹۲*,۱۹۹۸,۲۰۰۲,۲۰۰۳,۲۰۰۴,۲۰۰۵,۲۰۰۶,۲۰۰۷,۲۰۱۲,۲۰۱۴,۲۰۱۵,۲۰۱۹ ، ۲۰۲۰ |
| نفتچی فرغانه     | ۵      | ۹           | ۱۹۹۲*, ۱۹۹۳, ۱۹۹۴, ۱۹۹۵, ۲۰۰۱                                       |
| بنیادکار تاشکند  | ۵      | ۳           | ۲۰۰۸, ۲۰۰۹, ۲۰۱۰, ۲۰۱۱, ۲۰۱۳                                        |
| لوکوموتیو تاشکند | ۳      | ۴           | ۲۰۱۶, ۲۰۱۷, ۲۰۱۸                                                    |
| دوستلیک          | ۲      | -           | ۱۹۹۹, ۲۰۰۰                                                          |
| نوبهار نمنگان    | ۱      | ۱           | ۱۹۹۶                                                                |
| ام‌اچ‌اس‌کی تاشکند  | ۱      | ۱           | ۱۹۹۷                                                                |
| نسف قرشی         | -      | ۳           |                                                                     |
| بخارا            | -      | ۱           |                                                                     |
| مشعل مبارک       | -      | ۱           |                                                                     |
| سغدیانا          | -      | ۱           |                                                                     |

* هر دو تیم قهرمان شدند.